# Torneio Internacional de Manaus de 2021
O Torneio Internacional de Futebol Feminino de 2021, mais conhecido como Torneio Internacional de Manaus, foi a décima edição da competição de seleções nacionais de futebol feminino, organizado pela Confederação Brasileira de Futebol.
Participaram do torneio as seleções do Brasil, Índia, Venezuela e Chile em partidas disputadas entre 25 de novembro e 1 de dezembro.

## Regulamento
As quatro equipes jogam entre si em turno único, sendo campeã a equipe com o maior número de pontos ganhos.

### Critérios de desempate
Em caso de igualdade em pontos ganhos entre duas equipes, poderiam ser aplicados sucessivamente os seguintes critérios técnicos de desempate:
1. Maior número de vitórias;
2. Maior saldo de gols;
3. Maior número de gols marcados;
4. Menor número de cartões vermelhos;
5. Menor número de cartões amarelos;
6. Sorteio público.

## Equipes participantes
| Equipe    | Confederação | Títulos                                       |
| --------- | ------------ | --------------------------------------------- |
| Brasil    | CONMEBOL     | 7 (2009, 2011, 2012, 2013, 2014, 2015 e 2016) |
| Índia     | AFC          | —                                             |
| Venezuela | CONMEBOL     | —                                             |
| Chile     | CONMEBOL     | 1 (2019)                                      |

## Classificação
| Pos. | Time      | Pts | J | V | E | D | GP | GC | SG  |
| ---- | --------- | --- | - | - | - | - | -- | -- | --- |
| 1    | Brasil    | 9   | 3 | 2 | 0 | 0 | 12 | 2  | +10 |
| 2    | Chile     | 6   | 3 | 2 | 0 | 1 | 4  | 2  | +2  |
| 3    | Venezuela | 3   | 3 | 1 | 0 | 2 | 3  | 6  | -3  |
| 4    | Índia     | 0   | 3 | 0 | 0 | 3 | 2  | 11 | -9  |

| 25 de novembro | Chile | 1 – 0 | Venezuela | Arena da Amazônia, Manaus |
| 19:00          |       |       |           |                           |

| 25 de novembro | Brasil | 6 – 1 | Índia | Arena da Amazônia, Manaus |
| 22:00          |        |       |       |                           |

| 28 de novembro | Chile | 3 – 0 | Índia | Arena da Amazônia, Manaus |
| 18:00          |       |       |       |                           |

| 28 de novembro | Brasil | 4 – 1 | Venezuela | Arena da Amazônia, Manaus |
| 21:00          |        |       |           |                           |

| 01 de dezembro | Venezuela | 2 − 1 | Índia | Arena da Amazônia, Manaus |
| 18:00          |           |       |       |                           |

| 01 de dezembro | Brasil | 2 − 0 | Chile | Arena da Amazônia, Manaus |
| 21:00          |        |       |       |                           |